# Liste von Zuflüssen des Inns
Liste von Zuflüssen des Inns
Der Inn (rätoroman. En) ist ab der Quelle 517 Kilometer lang. Sein Einzugsgebiet beträgt 25.700 Quadratkilometer.
Genannt sind diverse Nebenflüsse mit Mündungsorten.

## Zuflüsse des Inns in der Schweiz

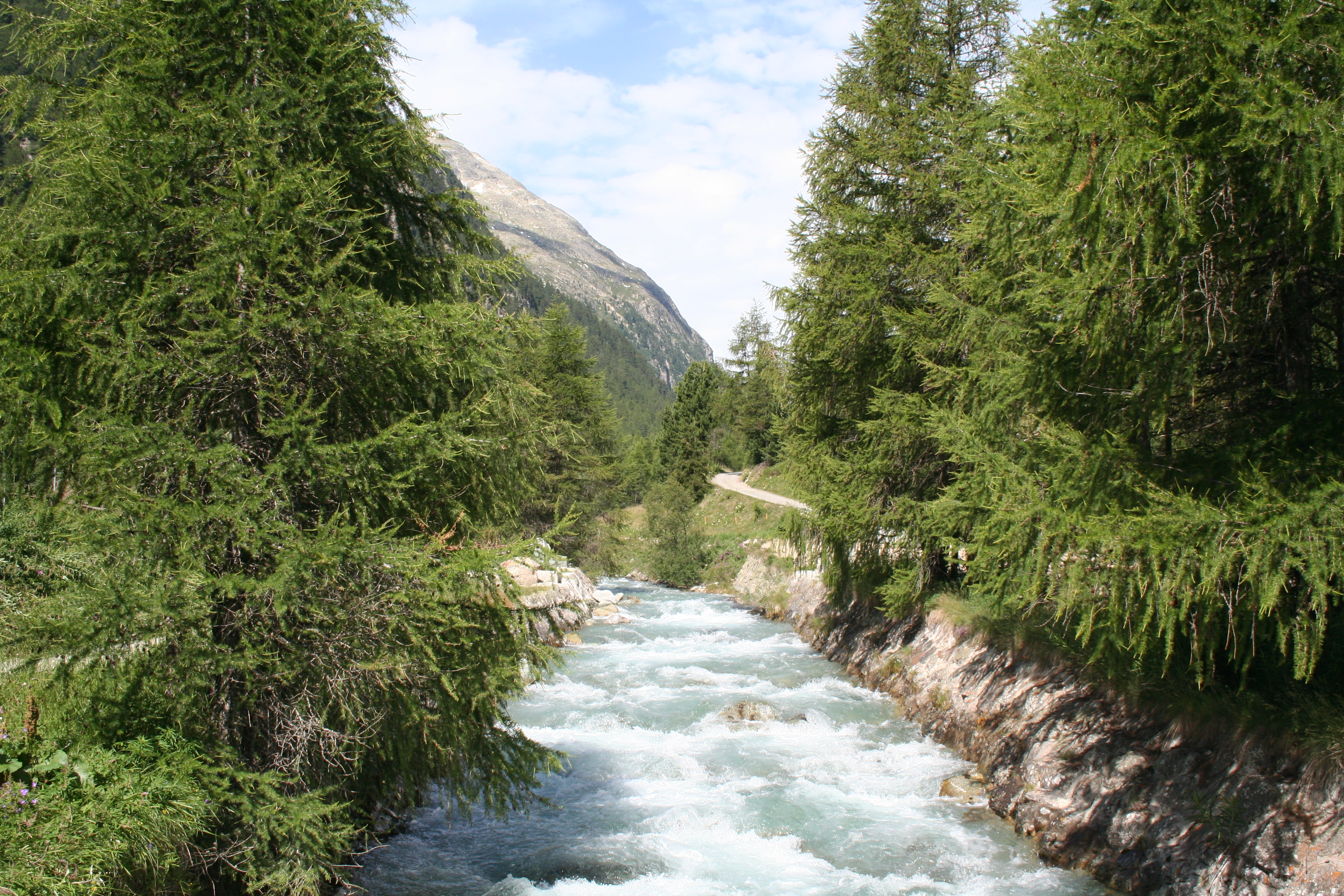
Der Beverin am Eingang zum Val Bever

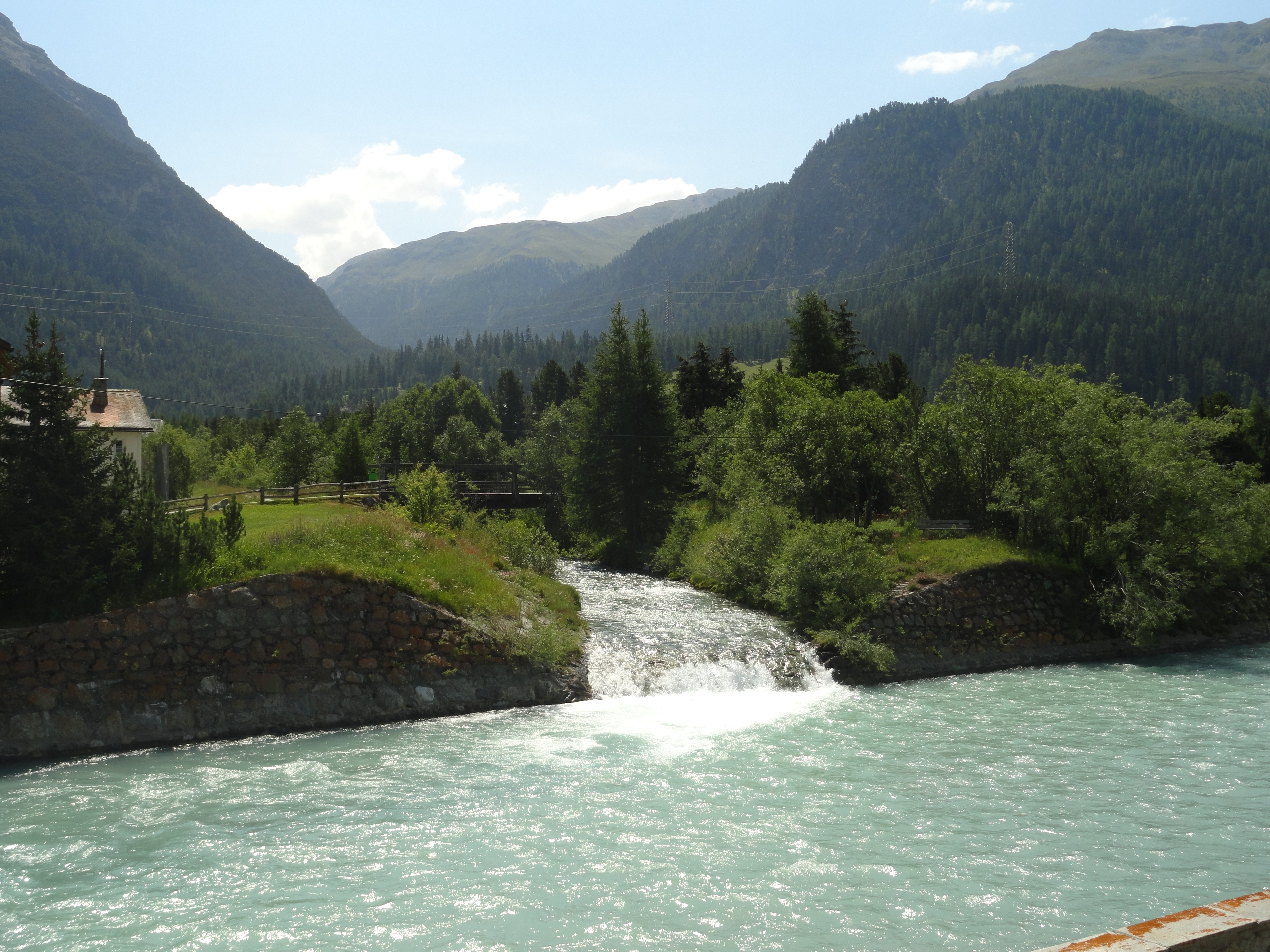
Einmündung der Ova Chamuera bei La Punt

| links | rechts |
| --- | --- |
| - Ova dal Mulin (Plaun da Lej) - Ova da la Roda (Plaun da Lej) - Ova dal Crot (Plaun da Lej) - Ova da la Tscheppa (Föglias) - Ova dal Vallun (Silvaplana) - Ovel d'Orchas (Silvaplana) - Aguagliös (Champfèr) - Ova da Suvretta (Champfèr) - Ovel da la Resgia (St. Moritz) - Schlattain (Celerina/Schlarigna) - Beverin (Bever) - Ova d'Alvara (La Punt) - Ova d'Es-cha (Madulain) - Ova da Fuschina (Zuoz) - Vallember (La Resgia) - Ova da Punt Ota (Cinuos-chel) - Ova da Barlas-ch (Brail) - Ova da Pülschezza (Brail) - Ova Sparsa (Zernez) - Ova da Sarsura (Zernez) - Susasca (Susch) - Aua da Sagliains (Sagliains) - Lavinuoz (Lavin) - La Clozza (Giarsun) - Tasnan (Muglins) - Brancla (Ramosch) | - Aua da Fedoz (Isola) - Fedacla (Baselgia) - Ova da la Resgia (Baselgia) - Ova da la Rabgiusa (Baselgia) - Ova da l'Alp (Baselgia) - Ova dal Sagl (Surlej) - Ova da Schinellas (Surlej) - Ovel da Tegiatscha (St. Moritz) - Ovel da Staz (St. Moritz) - Flaz (Samedan) - Ova da Val Champagna (Samedan) - Ova da Müsella (Champ) - Ova Chamuera (La Punt Chamues-ch) - Ova d'Arpiglia (Zuoz) - Ova da Varusch (San Güerg) - Ova da Tantermozza (Brail) - Spöl (Runatsch) - Aua da Zeznina (Lavin) - Aua da Nuna (Giarsun) - Aua da Sampuor (Ardez) - Aua da Plavna (Valatscha) - Clemgia (Vulpera) - Uina (Sur En) |

## Zuflüsse des Inns in Österreich

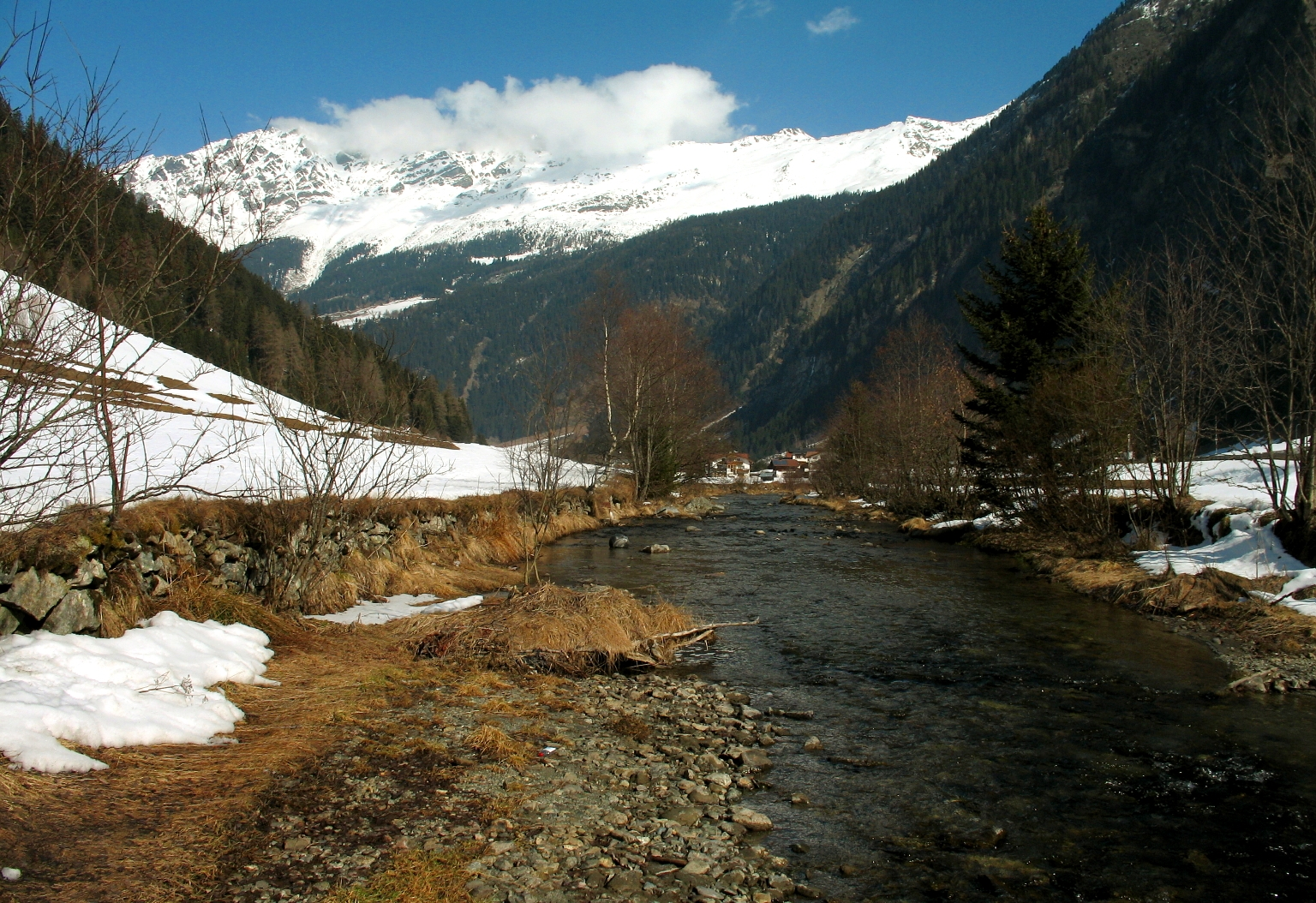
Die Fagge im Kaunertal

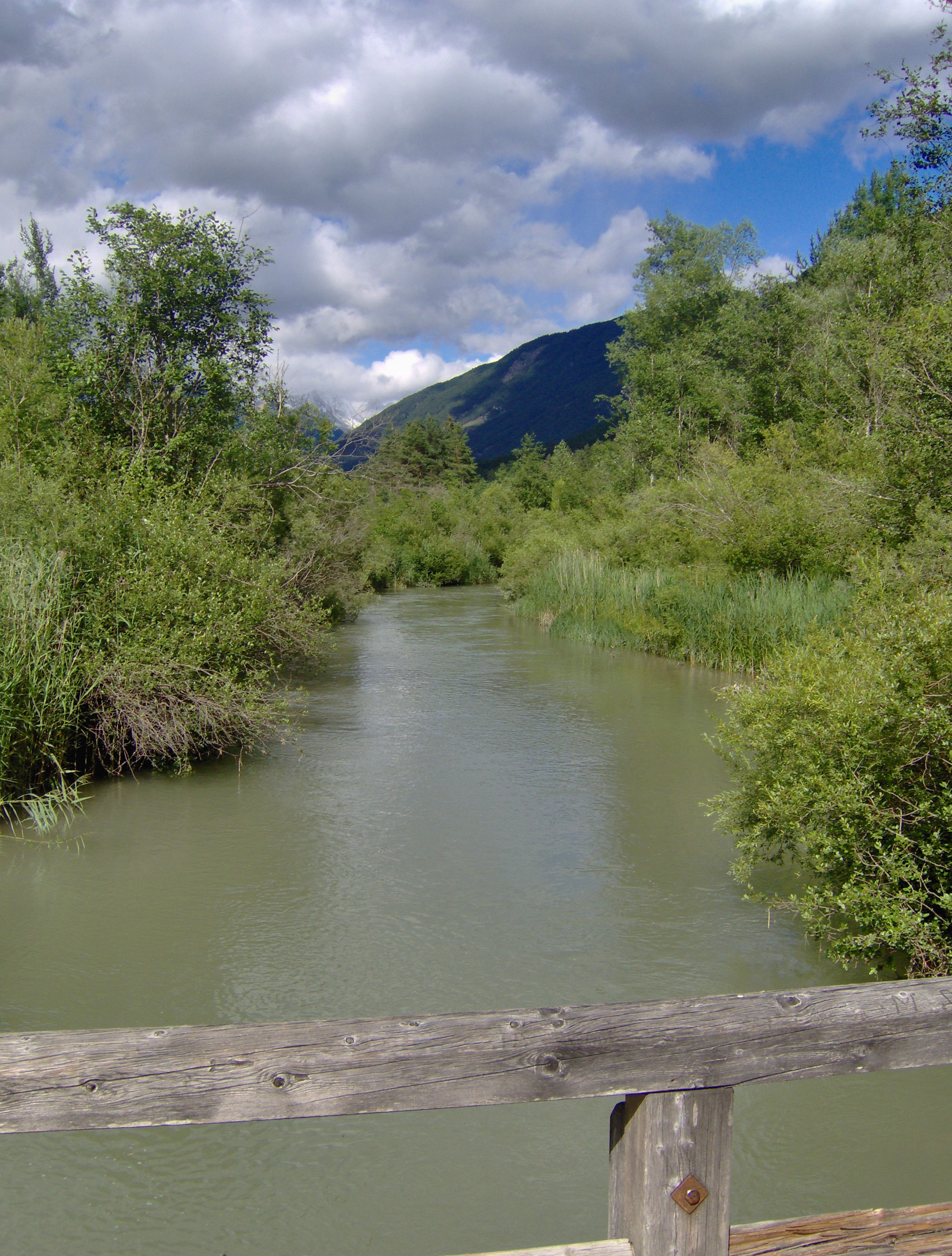
Der Gurglbach bei Tarrenz

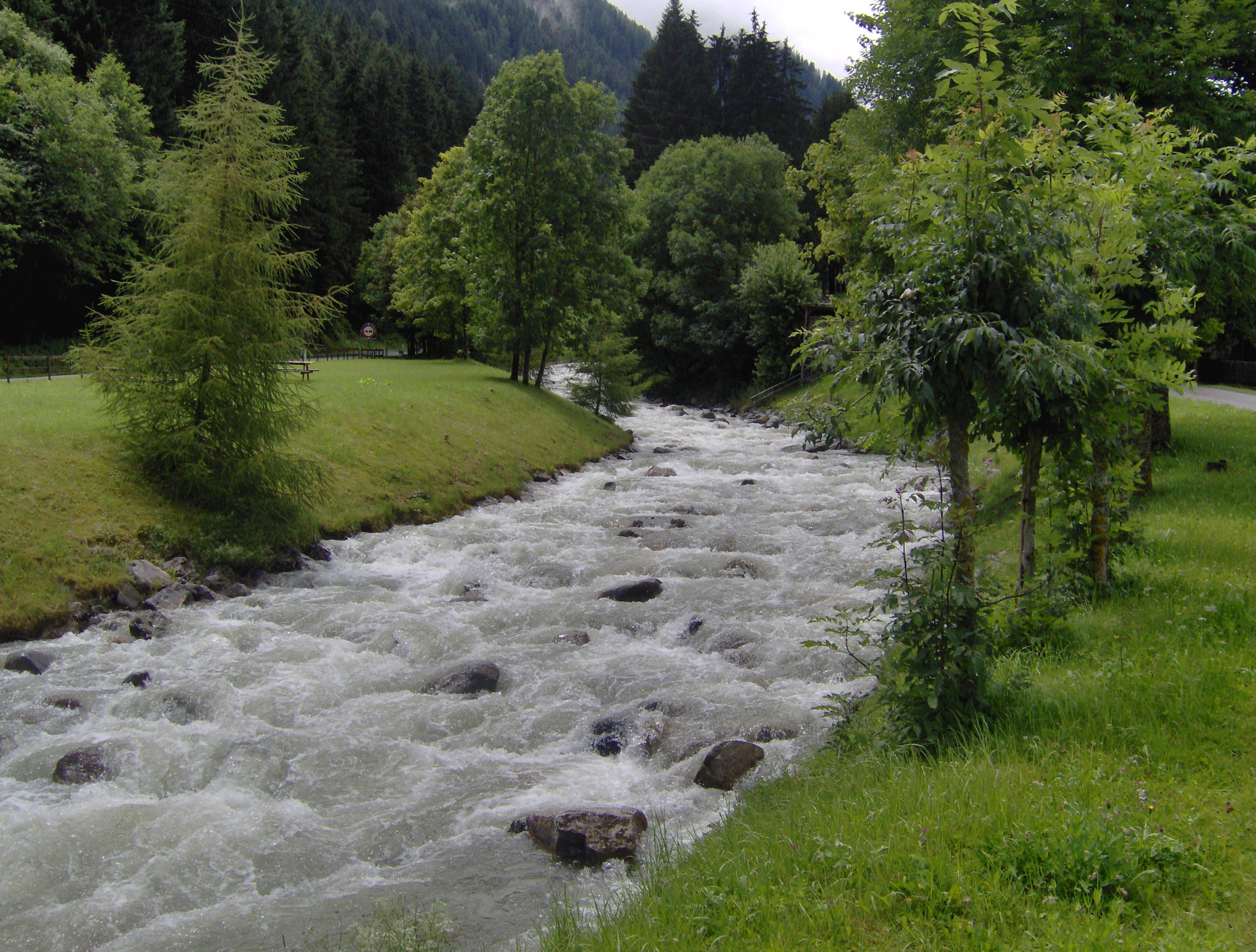
Die Melach im Sellraintal

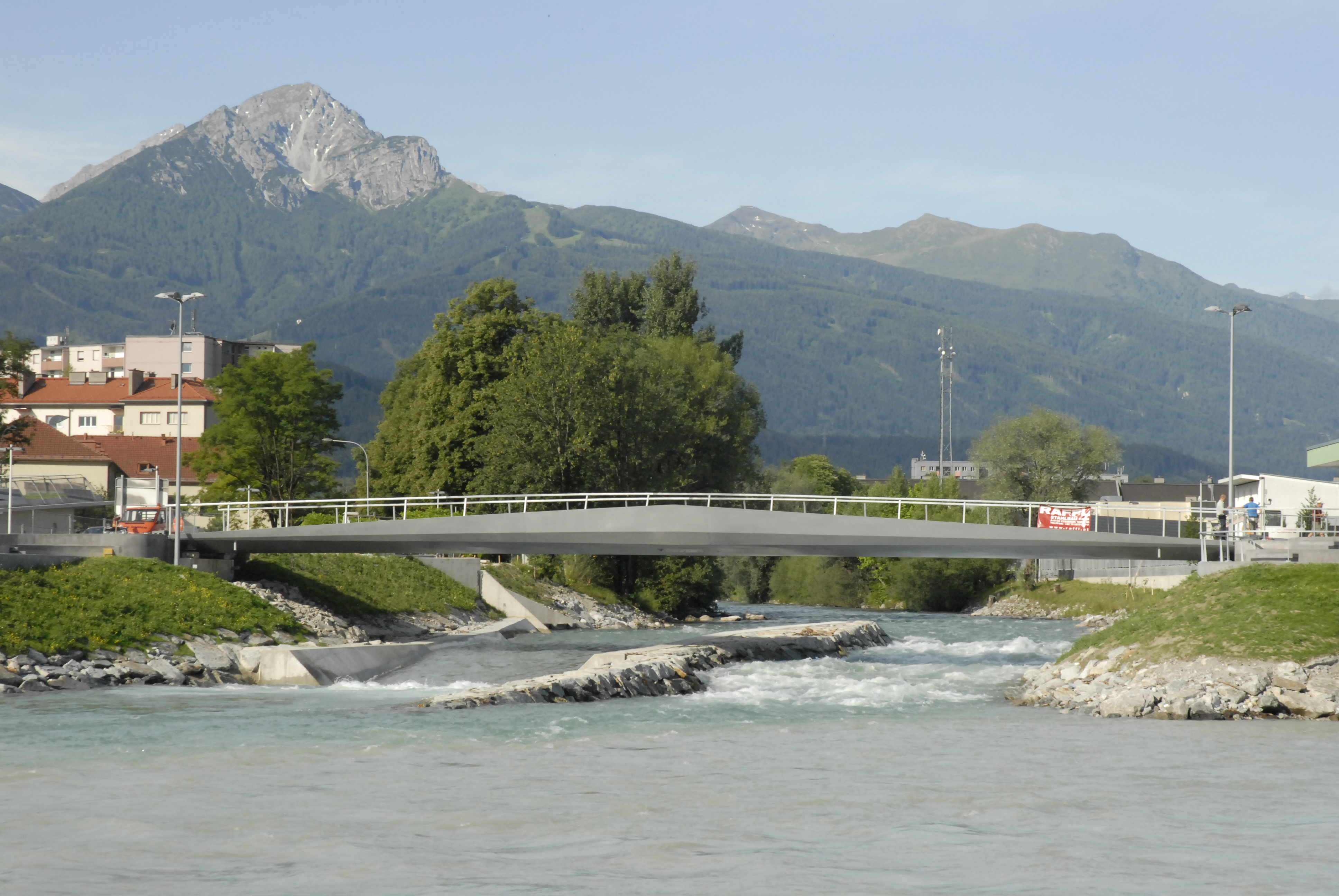
Die Mündung der Sill in Innsbruck

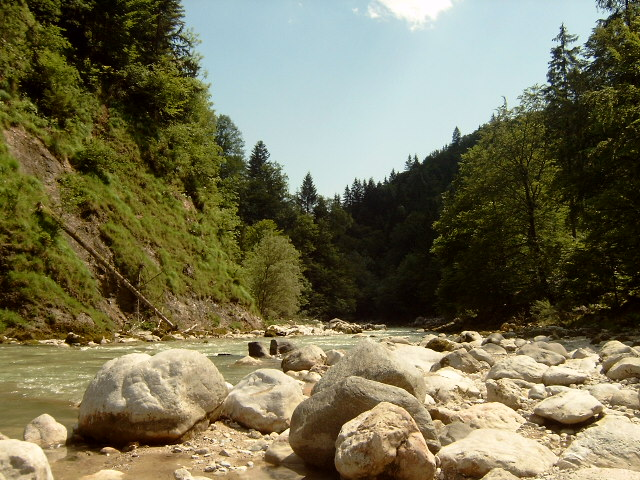
Die Brandenberger Ache bei Kramsach

| links | rechts |
| --- | --- |
| - Schergenbach (Schalkl) - Kobler Bach (Hinterkobl) - Bocksteinbach (Vorderkobl) - Masnerbach (Pfunds) - Lafairsbach (Lafairs) - Schiltbach (Tschupbach) - Argebach (Untertösens) - Beutelbach (Frauns) - Urgenebner Bach (Überwasser) - Zanbach (Niedergallmigg) - Urgbach (Urgen) - Thialbach (Perfuchs) - Sanna (Landeck) - Lochbach (Zams) - Starkenbach (Starkenbach) - Fallender Bach (Lasalt) - Gurglbach (Brennbichl) - Klammbach (Mötz) - Stöttlbach (Untermieming) - Griesbach (Telfs) - Niederbach (Leiblfing) - Schlossbach (Zirl) - Ehnbach (Zirl) - Sulzenbach (Kranebitten) - Lohbach (Innsbruck) - Höttinger Bach (Innsbruck) - Fallbach (Innsbruck) - Tuffbach (Weißbach, Innsbruck) - Weiherburgbach (Innsbruck) - Mühlauer Bach (Innsbruck) - Amtsbach (Hall) - Baubach (Hall) - Arzler Bach - Weißenbach (Hall) - Fallbach (Baumkirchen) - Bärenbach (Fritzens) - Vomper Bach (Vomperbach) - Kasbach (Jenbach) - Habacher Bach (Habach) - Brandenberger Ache (Kramsach) - Fellentaler Bach (Strass) - Rochenbach (Kufstein) - Morsbach (Zell) | - Stiller Bach (Nauders) - Tschingelsbach (Hinterrauth) - Arpartscheybach (Kajetansbrücke) - Radurschlbach (Pfunds) - Tösner Bach (Tösens) - Breithaslachbach (Breithaslach) - Christiner Bach (St. Christina) - Gschwendtbach (Ried) - Fagge (Faggen) - Feigwasser (Untergufer) - Guferbach (Außergufer) - Mühlbach (Fließ) - Mühlbach (Zams) - Kollbach (Zams) - Meranzbach (Kronburg) - Kronburger Bach (Kronburg) - Risselbach (Schönwies) - Kogelbach (Imsterberg) - Pitze (Wald) - Walder Bach (Wald) - Waldelebach (Waldele) - Leonhardsbach (Mairhof) - Ötztaler Ache (Ötzbruck) - Stadinger Bach (Staudach) - Stamser Bach (Stams) - Rietzer Bach (Rietz) - Klausbach (Pfaffenhofen) - Blahbach (Pfaffenhofen) - Kanzingbach (Flauring) - Klammbach (Polling) - Enterbach (Inzing) - Rettenbach (Unterperfuss) - Melach (Unterperfuss) - Axamer Bach (Völs) - Geroldsbach (Wilten) - Sill (Innsbruck) - Lanser Bach (Innsbruck) - Herztalbach (Ampass) - Tulfer Bach (Kleinvolderberg) - Voldertalbach (Volders) - Wattenbach (Wattens) - Weerbach (Weer) - Scheibenbach (Pill) - Pillbach (Pill) - Lahnbach (Schwaz) - Tufter Bach (Buch) - Bucher Bach (Buch) - Schlierbach (Maurach) - Ziller (Klausegg) - Geyerbach (St. Gertraudi) - Alpbach (Brixlegg) - Maukenbach (Maukenbach) - Gießenbach (Kundl) - Wildschönauer Ache (Kundl) - Aubach (Wörgl) - Wörgler Bach (Wörgl) - Brixentaler Ache (Wörgl) - Weißache (Kufstein) - Mitterndorfer Bach (Kufstein) - Kienbach (Kufstein) - Kaiserbach (Kufstein, Ebbs) - Jennbach (Ebbs) - Ebbsbach (Erl) - Trockenbach (Erl) |

## Zuflüsse des Inns in Deutschland
| links | rechts |
| --- | --- |

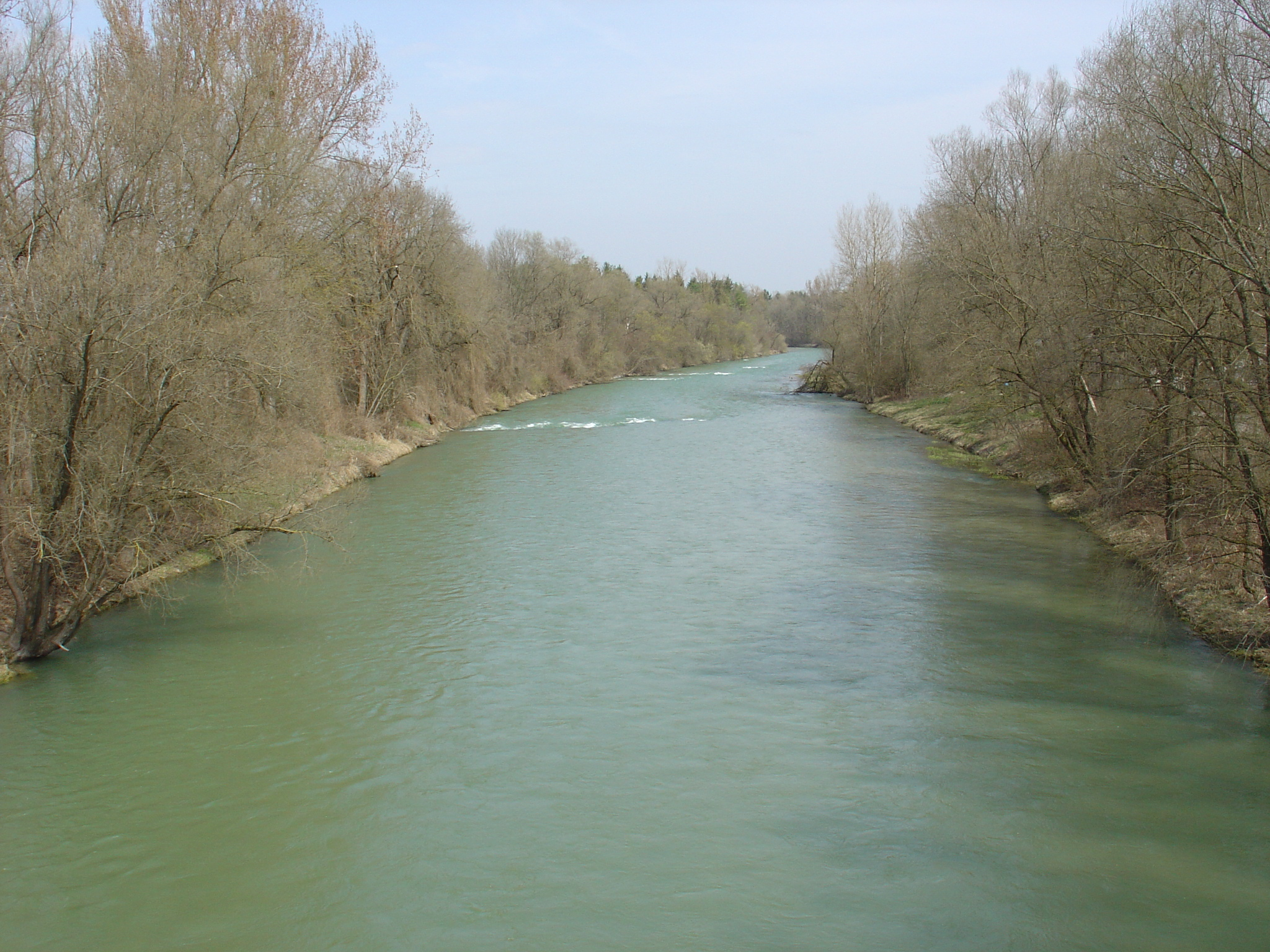
Die Alz bei Emmerting

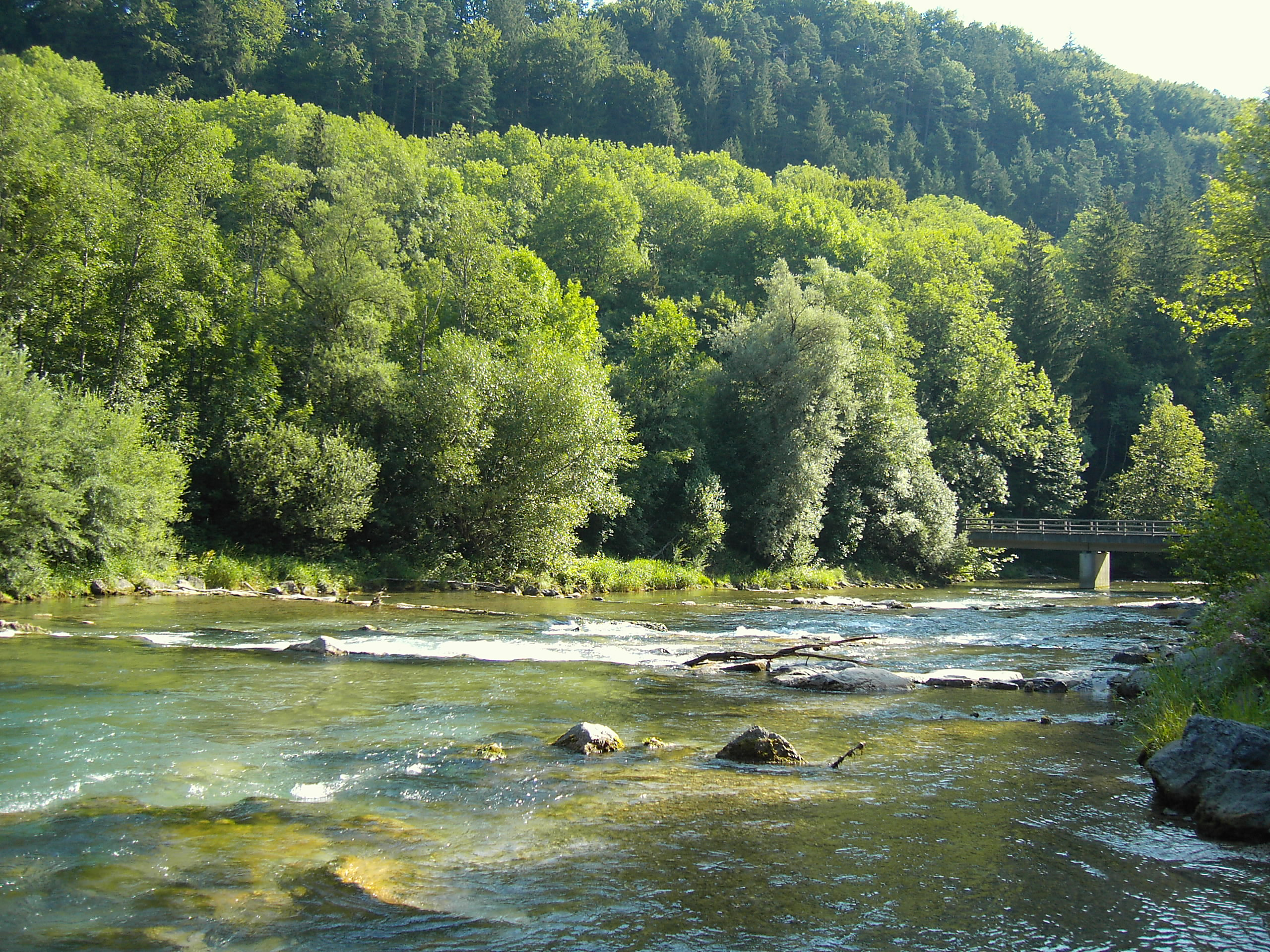
Die Mangfall am Mangfallknie

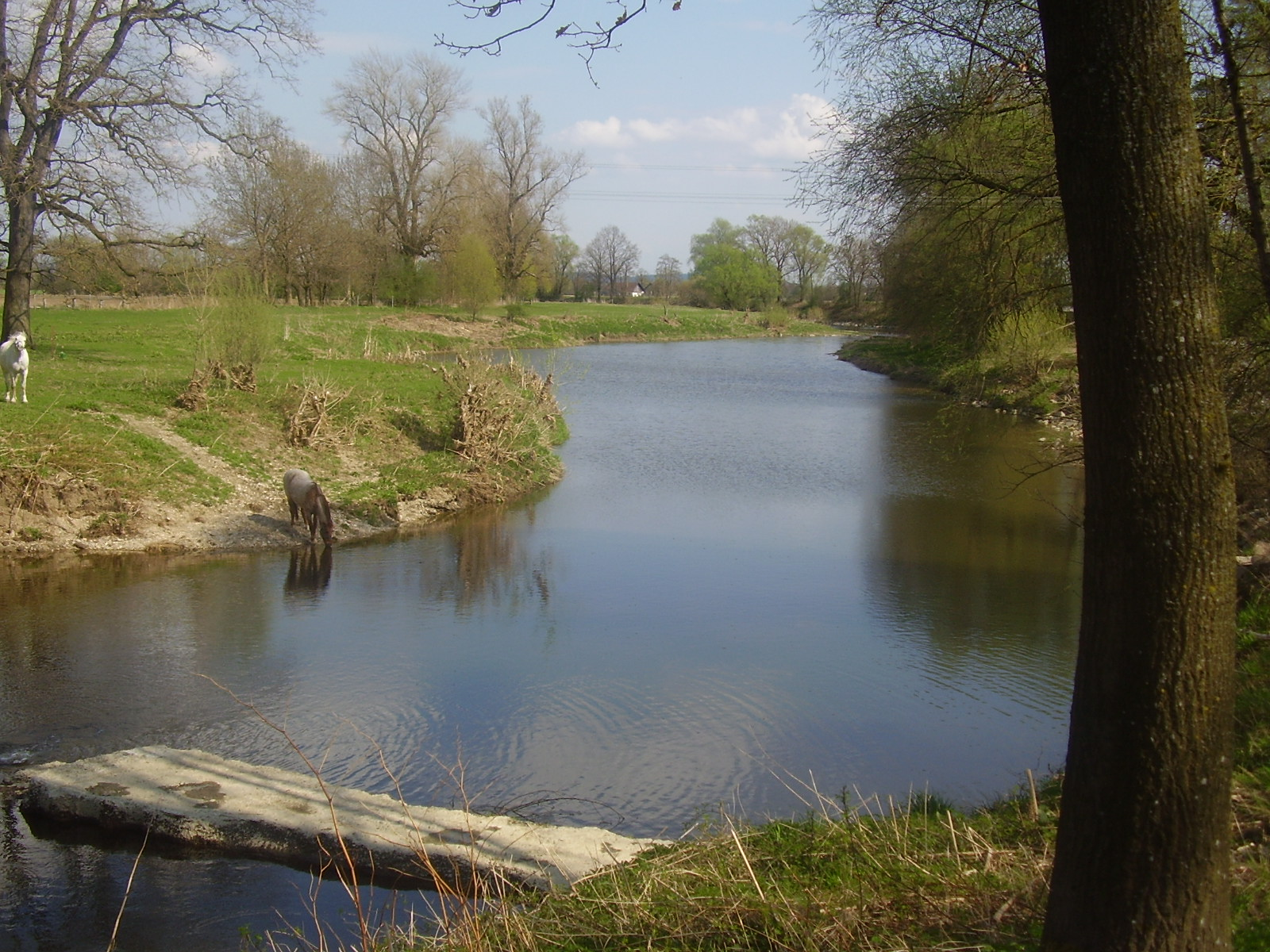
Die Rott bei Ruhstorf

| - Kieferbach (Kiefersfelden) - Mühlbach (Oberaudorf) - Thaler Graben (Reisach) - Auerbach (Reisach) - Einödbach (Einöden) - Grießenbach (Tiefenbach) - Kirchbach (Raubling) - Moosbach (Rosenheim) - Mangfall (Rosenheim) - Rott (Rott) - Katzbach (Sendling) - Attel (Attel) - Gerner Graben (Wasserburg) - Birndorfer Graben (Wasserburg) - Kobler Graben (Wasserburg) - Reitenbach (Zell) - Nasenbach (Königswart) - Rainbach (Gars) - Reitengraben (Wörth) - Hopfgartengraben (Au) - Hanselgraben (Untereinöd) - Holzhauser Bach (Sankt Erasmus) - Altmühldorfer Bach (Mühldorf) - Isen (Kronberg) - Aubach (Unterau) - Reischachbach (Kager) - Westerndorfergraben (Niederperach) - Entwässerungsgraben (Stammham) - Hofschallenbach (Stammham) - Türkenbach (Stammham) - Seibersdorfer Bach (Bergham) | - Etzenauerbach (Windshausen) (auch Euzenauerbach) - Labach (Nußdorf) - Achen (Nußdorf) - Breitner Bach (Neubeuren) - Rohrdorfer Achen (Stephanskirchen) - Fischbach (Sulmaring) - Murn (Obermühl) - Leimbach (Laiming) - Wurbach (Wasserburg) - Irlgraben (Odelsham) - Mühlbach (Rieden) - Kemater Achen (Dobl) - Seeweiherbach (Jettenbach) - Wildbach (Jettenbach) - Maximilianbach (Kraiburg) - Wanklbach (Kraiburg) - Schlößlbach (Kraiburg) - Guttenburger Bach (Guttenburg) - Frauendorfer Bach (Heisting) - Flossinger Bach (Mühldorf) - Teufelsgraben (Ehring) - Grünbach (Ehring) - Hirschbach (Teising) - Teisinger Bach (Unterholzhausen) - Wasserwimmer Bach (Wasserwimm) - Fischbach (Neuötting) - Mörnbach (Neuötting) - Mittlinginger Bach (Kuhbauer) - Alz (Oberpiesing) - Wiesenbach (Niedergottsau) |
| ab Salzachmündung | |
| - Kirchdorfer Bach (Machendorf) - Simbach (Simbach) - Kleiner Inn (Simbach) - Winklhamer Graben (Dietmaning) - Prienbach (Mühlau) - Kirnbach (Ering) - Malchinger Bach (Egglfing) - Kößlarner Bach (In der Kleinen Au) - Rott (Neuhaus) - Ehebach (Neuhaus) - Vornbacher Bach (Vornbach) - Schwarzsägbach (Neufelser) - Soldatenbrunnbach (Neufelser) | (→ Österreich) |
| in Passau | |
| - Rackeringbach (Passau) - Fuchsdoblbach (Passau) | - Schwendoblbach (Passau) - Beiderwiesbach (Passau) - Mühltalbach (Passau) |

## Zuflüsse des Inns in Österreich ab Salzachmündung
| links           | rechts |
| --------------- | --- |

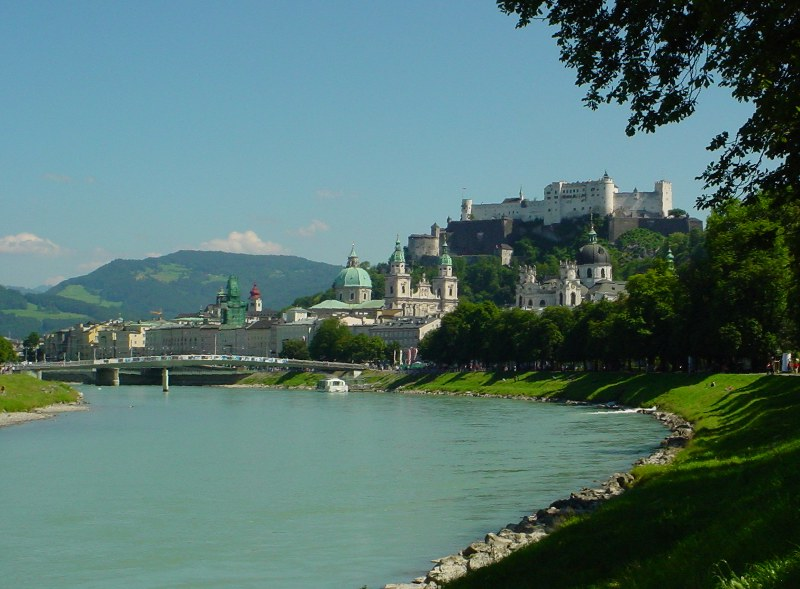
Die Salzach in Salzburg

| (→ Deutschland) | - Salzach (Überackern) - Enknach (Braunau) - Mattig (Braunau) - Ach (Mühlheim) - Gurtenbach (Obernberg) - Hartbach (Reichersberg) - Antiesen (Mitterding) - Todtenmannbach (Dietrichshofen) - Holzleithenbach (Holzleithen) - Etzelshofer Bach (Suben) - Pram (Schärding) - Lindenbach (Wernstein) - Zieblbach (an der Schärdinger Hütte) |